# Rattus xanthurus
Rattus xanthurus és una espècie de mamífer rosegador de la família dels múrids. És endèmica del nord-est de Sulawesi (Indonèsia). El seu nom específic, xanthurus, significa ‘cuagroc’ en llatí.